# Silo de Orgaz
El silo de Orgaz es un silo situado en el municipio de Orgaz, provincia de Toledo, comunidad autónoma de Castilla-La Mancha, España. Formaba parte de la Red Nacional de Silos y Graneros.

## Historia
Su construcción fue promovida por el Servicio Nacional de Cereales, heredero del antiguo Servicio Nacional del Trigo que había operado durante el régimen franquista. Entró en servicio en 1969 y cuenta con una capacidad de almacenamiento de unas 1.500 toneladas. El silo de Orgaz pasó a manos en 1971 del Servicio Nacional de Productos Agrarios (SENPA).

## Características
Se trata de un silo de tipo D. Su estructura está formada por un conjunto de celdas rectangulares de hormigón armado, dispuestas en módulos compactos y de mayor número que en otras tipologías de la red. Posee una capacidad de almacenamiento de unas 1.500 toneladas y una superficie de 355 m².